# Ernst Klaus Schneider
Ernst Klaus Schneider (* 6. Mai 1936 in Hamburg) ist ein deutscher Musikpädagoge und Hochschullehrer. Er gilt als einer der Gründerväter der Ausbildung von professionellen Musikvermittlerinnen und Konzertpädagogen und ist Initiator des Weiterbildungsstudiengangs Musikvermittlung/Musikmanagement der Hochschule für Musik Detmold.

## Leben
Ernst Klaus Schneider studierte in Hamburg Schulmusik, Klavier und Geographie, legte sein Staatsexamen und eine Promotion zur Hydrogeographie ab. Nach dem Schulmusikstudium und dem Klavierstudium bei Conrad Hansen war er von 1964 bis 1978 in Hannover Musiklehrer an Gymnasien, auch Fachleiter in der Referendarausbildung. In dieser Zeit entwickelte er an seiner Schule einen musikalischen Zweig, ein Modell, das es 1968 in Norddeutschland noch nicht gab. 1978 wurde er als Professor für Musikpädagogik an die Folkwanghochschule Essen berufen. Seit den 1980er Jahren rief Schneider Bundestagungen der AG Fachseminarleiterinnen und Fachleiter in der 2. Phase der Ausbildung von Musiklehrern ins Leben, die der Bundesverband Musikunterricht ausrichtete. Eine solche Zusammenarbeit zwischen den Schularten und eine deutschlandweite Fortbildung für Fachleiterinnen und Fachleiter gab es bis zu diesem Zeitpunkt noch nicht. Bei der letzten Tagung 2023 wurde Schneider dafür geehrt.
1988 bis 2001 war er Professor für Musikpädagogik und Musikdidaktik an der Hochschule für Musik Detmold. Von 2001 bis 2008 war er Professor für Musikvermittlung an der Hochschule für Musik. 
Er hat eine Reihe von Schulbüchern verfasst oder mit entwickelt. In seiner Zeit als Professor prägte Schneider Generationen von Studierenden und verhalf dem Musiklehrerberuf zu entscheidender Geltung. Aktuelle Problemstellungen und Tendenzen erörterte er bundesweit auf Tagungen und Kongressen.
Viele Jahre wirkte er in den Schulreformkommissionen der Kultusministerien von Niedersachsen und Nordrhein-Westfalen mit, wo er entscheidende Richtlinien für den Unterricht formulierte. Schneider war Vorstandsmitglied des Verbandes Deutscher Schulmusiker.
1998 entwickelte er gemeinsam mit Hermann Große-Jäger und Joachim Harder den bundesweit einmaligen Studiengang „Musikvermittlung - Konzertpädagogik“ in Detmold. Der heute weit verbreitete Begriff Musikvermittlung wurde zur Kennzeichnung des Studienangebotes und des Berufsfeldes zum ersten Mal als Terminus verwendet. Bis zum Wintersemester 2008/09 leitete er diesen Masterstudiengang.
Seit 1998 umfasst sein Arbeitsfeld Theorie und Praxis der Musikvermittlung mit den Schwerpunkten Familien-, Kinder- und Schulkonzerte, die Realisierung von Kindermusikfestivals (z. B. Schleswig-Holstein-Musik-Festival, Festspielhaus Baden-Baden). Hinzu kommen Konzerteinführungen für Erwachsenen sowie als neue Form der Musikvermittlung Ganztagsseminare für „Kenner und Liebhaber“ als Vorbereitung für den Konzertbesuch. Die von ihm 2003 ins Leben gerufene Konzertreihe „Concertino piccolino“ für 4- bis 6-jährige Kinder, damals eine Novität in Deutschland, wird inzwischen vielerorts angeboten (Hannover, Münster, München, Basel, Wien). Der Schwerpunkt seines wissenschaftlichen Arbeitsfeldes hat sich von der Musikpädagogik (Lebensweltorientierung / Unterrichtsmethodik) verschoben auf das Feld der „Musikvermittlung“. Gemeinsam mit Barbara Stiller und Constanze Wimmer und angeregt durch die Jeunesses musicales Deutschland hat er die Handbücher „Spielräume Musikvermittlung - Konzerte für Kinder entwickeln, gestalten, erleben“ und „Hörräume öffnen - Spielräume gestalten. Konzerte für Kinder“ verfasst.
Ernst Klaus Schneider ist Vorsitzender des Kuratoriums der Peter Gläsel Stiftung Detmold.

## Bücher
- Wasserversorgung und Abwasserbeseitigung in den Grundwasserlandschaften Ostfrieslands. Ein Beitrag zur Hydrogeographie, Hildesheim 1968 (=Veröffentlichungen des Niedersächsischen Instituts für Landeskunde und Landesentwicklung an der Universität Göttingen, Reihe A, Bd. 88).
- Original und Bearbeitung. Kursmodelle Musik – Sekundarstufe II, Lehrer- und Schülerband, Frankfurt 1986, ISBN 978-3-425-03793-6
- Vom Umgang mit dem Fremden. Treffpunkte außereuropäischer und europäischer Musik. Anregungen für den Unterricht. Kursmodell Musik Sekundarstufe II, Lehrer- und Schülerband, Frankfurt 1996, ISBN 978-3-425-09791-6
- (mit Ortwin Nimczik): Klangwerkstatt. Hören – Entdecken und untersuchen – Gestalten, Mainz 2000 (= Erlebniswelt Musik. Unterrichtsmaterialien für die Sekundarstufe I, Schülerheft, Lehrerkommentar und Tonträger) ISBN 979-0-001-12696-0
- (mit Ortwin Nimczik): Schlaglichter auf Neue Musik, in: Von damals bis heute, Mainz 2001 (= Erlebniswelt Musik. Unterrichtsmaterialien für die Sekundarstufe I, Schülerheft, Lehrerkommentar und Tonträger) ISBN 979-0-001-15734-6
- (als Hrsg. mit Barbara Stiller und Constanze Wimmer): Spielräume Musikvermittlung. Konzerte für Kinder entwickeln . gestalten . erleben, Regensburg 2002, ISBN 978-3-932581-53-3
- (als Hrsg. mit Barbara Stiller und Constanze Wimmer): Hörräume öffnen – Spielräume gestalten. Konzerte für Kinder, Regensburg 2011, ISBN 978-3-940768-29-2
- (als Hrsg. mit Christoph Richter):· Musikvermittlung – Konzertpädagogik in Detmold. Beiträge zum Symposion „Was lässt uns Zeit vergessen? Präsenzerfahrungen - Chancen der Musikvermittlung“, Diskussion Musikpädagogik : Sonderheft, S 2, Hamburg 2009[6]
- Klassik? Klassik! Klassische Musik im Unterricht. Unterrichtsmodell EinFach Musik, Braunschweig u. a. 2010, ISBN 978-3-14-018075-7

## Aufsätze (Auswahl)
- Politisches Programm und ästhetischer Anspruch in den Produktionen politisch engagierter Komponisten. Beispiel: Hanns Eis/er, in: Musik & Bildung, 11/1976, S. 556–561
- Zur Problematik der "Einheitlichen Prüfungsanforderungen in der Abiturprüfung Musik ". Anregungen zu einer notwendigen Diskussion, in: Musik & Bildung, 4/1976, S. 205–207
- Überlegungen zum Berufsbild des Musiklehrers, in: Musik & Bildung, 5/1977, S. 560–562
- Die zweite Phase der Ausbildung: Allgemeine Anforderungen des Studienseminars, in: Entwicklung neuer Ausbildungsgänge für Lehrer der Sekundarstufen I und II im Fach Musik. Modellversuch, hg. von H. W. Höhnen, Regensburg 1977, S. 245–256
- Die Bedeutung "didaktischer Modelle" in der Lehrerausbildung, in: modelle pädagogischen verstehens, hg. von W. Loch, Essen 1978 (=neue pädagogische bemühungen, Bd. 77), s. 141ff.
- Unterrichtsmethoden, in: Kritische Stichwörter. Musikunterricht, hg. von W. Gieseler, München 1978, S. 314–319
- Werk und Wirkung. Wandel und Kontinuität im Verstehen von Musik (Beispiel V. Sinfonie von Beethoven). Kursphase für die Sekundarstufe II, in: Musik & Bildung, 1/1979, S. 38–43
- Die Symphonie Fantastique von Berlioz im Rahmen eines Grundkurses "Werden und Wandel einer musikalischen Gattung. Beispiel Sinfonie", in: Musik in einer humanen Schule. Vorträge der 12. Bundesschulmusikwoche Karlsruhe 1978, hg. von E. Kraus, Mainz 1979, S. 185–203
- Zur Theorie und Praxis der Lehrerfortbildung. Erfahrungen und Überlegungen aus niedersächsischer Sicht, in: Musik & Bildung, 7–8/1979, S. 432–436
- Unterrichtsmethoden im Fach Musik. Sachwörter zur Musikpädagogik, in: Musik & Bildung, 4/1980, S. 221–225
- Aspekte des Musikunterrichts auf der gymnasialen Oberstufe in der Sekundarstufe II, Hagen 1981 (= Didaktik der Musik II. Kurs, Fernuniversität-Gesamthochschule, Hagen, Kurseinheit 2)
- Unterrichtsmodelle auf dem Prüfstand. Report über ein an der Folkwang-Hochschule Essen durchgeführtes Seminar zur Analyse und Planung von Musikunterricht. Teil 1, in: Musik & Bildung, 10/1982, S. 630–641; Teil 2, in: Musik & Bildung, 11/1982, S. 716–726 (gemeinsam mit Wilhelm Wittenbruch)
- Original und Bearbeitung, Frankfurt a. M. 1984 (= Kursmodelle Musik Sekundarstufe Il), Schülerbuch, Lehrerbuch und Tonträger
- Beitrag "Orientierungsstufe", in: Lexikon der Musikpädagogik, hg. von H. Hopfet et al., Regensburg 1984, S. 215f
- Musikanalyse im Unterricht und in der Unterrichtsvorbereitung, in: Handbuch der Schulmusik, hg. von S. Helms et al., Regensburg 1985, S. 115–151
- Notwendigkeit und Möglichkeiten der Zusammenarbeit zwischen erster und zweiter Phase der Musiklehrerausbildung. Ein Erfahrungsbericht, in: Medieninvasion. Die kulturpolitische Verantwortung der Musikerziehung. Kongressbericht 15. Bundesschulmusikwoche Kassel 1984, hg. von K. H. Ehrenforth, Mainz 1985, S. 254–269
- Handelnder Umgang – Hören – Reflexion im Musikunterricht der Sekundarstufe II. Mauricio Kagels "Exotica" als Anregung und Bezugsfeld von Unterricht, in: Arbeit – Freizeit – Fest. Brauchen wir eine andere Schule? Kongressbericht 16. Bundesschulmusikwoche Ludwigs hafen 1986, hg. von K. H. Ehrenforth, Mainz 1986, S. 205–215
- Was bewirkt musikpädagogische Forschung?, in: Musikpädagogik zwischen Tradition und Medienzukunft, hg. von Chr. Nauck-Börner, Laaber 1989 (= Musikpädagogische Forschung, Bd. 9), S. 261–264.
- Lebenswirklichkeit und Hochschule. Antrittsvorlesung zur Eröffnung des Studienjahres 1988/89, in: ad notam. Jahrbuch der Hochschule für Musik Detmold 1989 S. 7–11
- Musikräume. Lernwirklichkeiten für Schülerinnen und Schüler, in: Musik & Bildung, 6/1990, S. 336–340
- Vom Umgang mit dem Fremden. Skizze einer Unterrichtseinheit und drei Unterrichtseröffnungen zu Isang Yun "Loyang", in: Musik & Bildung, 9–10 I 1990, S. 530–53
- Gegen – Sätze. Anmerkungen zum Beitrag von Richard Jakoby, in: Musik & Bildung, 4/1991, S. 14–17
- "In der Strömung sechs Schwellen". Impulse für die Gestaltung von Musik im Unterricht, ausgehend von dem Bild von Paul Klee (unter Mitarbeit von W. Burkhardt et al.), in: In Grenzen – über Grenzen hinaus. Kongressbericht 18. Bundesschulmusikwoche Lübeck 1990, hg. von K. H. Ehrenforth, Mainz 1991, S. 106–116
- Hast du es läuten hören? Glocken und Glockenmusik im Musikunterricht: Berichte – Materialien – Überlegungen, in: Musik und Unterricht, 11/1991, S. 9–17
- Wechselwirkung von erster und zweiter Phase der Musiklehrer- ausbildung, in: Schülerbild – Lehrerbild – Musiklehrerausbildung, hg. von U. Günther / S. Helms, Essen 1992 (= Gegenwartsfragen der Musikpädagogik, Bd. 4), S. 164–167
- "Man kann Musik so oder so hören ...": Der 4. Satz der Symphonie I von Isang Yun aus der Sicht von Zuhörern, in: Isang Yun. Festschrift zum 75. Geburtstag 1992, hg. von H. Berg meier, Berlin 1992, S. 81–89
- Musick für aller Gattung Leute. Ländler im Musikunterricht, in: Musik & Bildung, 2/1992, S. 30–36
- Tango? ... Tango! Unterrichtsmaterialien zu Musikstücken, die Tango sind oder Tango heißen, in: Musik & Bildung, 4/1992. S. 27–35
- Musick für aller Gattung Leute. Ländler von Schubert bis Rihm: Tanzen – Spielen – Hören – Komponieren – Nachdenken im Musikunterricht, in: Identität in der Vielfalt. Musikunterricht in den Schulen Deutschlands und Europas. Kongressbericht 19. Bundesschulmusikwoche Augsburg 1992, hg. von D. Zimmerschied, Mainz 1993, S. 76–85
- Lebensweltbezug. Eine Perspektive für den Musikunterricht?, in: Musik & Bildung, 6/1993, S. 5–7
- Keine Vorführstunde, in: Musik & Bildung, 6/1994, S. 12–16
- Schulmusik – Lebenswelt – Schulleben, in: Schule -gestalteter Lebensraum. Pädagogische Reflexionen und Orientierungen, hg. von W. Wittenbruch, Münster 1994 (= Münstersche Gespräche zu Themen der wissenschaftlichen Pädagogik, Heft 11), S. 66–76
- Das Chaos als Gestaltungsgrund in der Spannung von Innen und Außen (mit M. Karnpermann et al.), in: "Lebenswelt". Chancen für Musikunterricht und Schule. Kongressbericht 20. Bundesschulmusikwoche Gütersloh 1994, hg. von D. Zimmerschied, Mainz 1995, S. 55–67
- Kein Schnee von gestern. Heinz Holligers „Schnee“ aus „Beiseit“ (1990/91) in einem an der Grunderfahrung „Kälte“ orientierten Unterricht, in: Musik & Bildung, 5/1995, S. 26–31
- Vom Umgang mit dem Fremden. Treffpunkte außereuropäischer und europäischer Musik. Anregungen für den Unterricht. Kommentare – Analysen – Intentionen – Methoden für Lehrerinnen und Lehrer, Frankfurt a. M. 1996 (= Kursmodelle Musik Sekundarstufe II), Schülerbuch, Lehrerbuch und Tonträger
- Prinzipien der Erziehung und des Unterrichts, in: Kompendium der Musikpädagogik, hg. von S. Helms et al., Kassel 1997, S. 84–94
- Unterrichtsräume, in: Handbuch des Musikunterrichts. Sekundarstufe I, Bd. 2, hg. von S. Helms et al., Kassel 1997, S. 67–72
- Immer wieder dasselbe??? Die Violinschlüssel des Malers Josef Albers als Impuls für Handeln im Musikunterricht, in: Musik & Bildung, 6 I 1998, S. 20–25
- Ein Kaleidoskop von Umgangsweisen mit Musik. Vermittlungsformen in Detmolder Familienkonzerten, in: Erlebnis und Erfahrung im Prozess des Musiklernens, (Fest-)Schrift für Christoph Richter, hg. von Fr. Niermann, Augsburg 1999 (=Forum Musikpädagogik, Bd. 37), S. 82–91
- Europa und die Musik in der Schule, in: W. Wittenbruch (Hg.), Europa – eine neue Lektion für die Schule. Münstersche Gespräche zu Themen der wissenschaftlichen Pädagogik, Münster 1999, S. 89–102
- Überlegungen zum praktischen Umgang mit musikalischen Modellen in der künstlerischen Ausbildung, in: Musik begreifen. Künstlerische Ausbildung und Identitätsfindung, hg. von H. G. Bastian, Mainz 1999, S. 81–89
- Gespräche zwischen den Generationen – Generationskonflikte als Thema des Musikunterrichts. Projektplan zum Themenabend "Generationskonflikte", in: Toleranz. Dimensionen für den Musikunterricht, Kongressbericht 22. Bundesschulmusikwoche Potsdam 1998, hg. von H. Bäßler, Mainz 1999, S. 86–91 (gemeinsam mit Ulrich Lettermann)
- Methoden im Musikunterricht. Bericht über ein Proseminar an der Hochschule für Musik Detmold, in: Toleranz. Dimensionen für den Musikunterricht, Kongressbericht 22. Bundesschulmusikwoche Potsdam 1998, hg. von H. Bäßler, Mainz 1999, S. 200–207
- Klangwerkstatt. Hören – Entdecken und Untersuchen – Gestalten, Mainz 2000 ( = Erlebniswelt Musik. Unterrichtsmaterialien für die Sekundarstufe I), Schülerheft, Lehrerkommentar und Tonträger (gemeinsam mit Ortwin Nimczik)
- Gibt es einen aufbauenden Unterricht im Fach Musik?, in: Diskussion Musikpädagogik 8/2000, S. 26–32
- Kältelandschaften. Überlegungen und ein Bericht zu einem grunderfahrungsbezogenen Musikunterricht, in: Musik und Kunst. Erfahrung – Deutung – Darstellung, hg. von W. Jank / H. Jung, Mannheim 2000 (= Mannheimer Hochschulschriften, Bd. 3), S. 151–166
- Pilotprojekt "Der Feuervogel". Schulen einer Region kooperieren mit einem Orchester. Ein Orchester besinnt sich auf die Schulen, in: PÄD Forum 4/2000, S. 303–306 u. 315.
- Brücken zur Musikkultur? Musikunterricht i der Schule und das Musikleben „vor Ort“. Ein Praxisbeispiel, in: M. Brenk / U. Kurth (Hg.), SCHULe erLEBEN. Festschrift für Wilhelm Wittenbruch, Frankfurt 2001, S. 307–320
- Musikvermittlung: Programmgestaltung, Dramaturgie, Organisation von Konzerten. Ein neues Berufsfeld für Musiker, Musikpädagogen oder Musikwissenschaftler und das Ausbildungsmodell der Hochschule für Musik Detmold. In: Bastian, H. G. (Hg.). Musikpädagogik studieren – und was dann? Ein Handbuch für Magister über Berufsprofile, Berufsqualifikationen und Berufspraxis, 2001, S. 117–126. Augsburg.
- Schlaglichter auf Neue Musik, in: Von damals bis heute, Mainz 2001 (= Erlebniswelt Musik), Schülerheft S. 45–58, Lehrerkommentar S. 149–189 und Tonträger (gemeinsam mit Ortwin Nimczik).
- Stille-Erfahrungen und Musik, in: Musik – unsere Welt als andere. Phänomenologie und Musikpädagogik im Gespräch, hg. von K. H. Ehrenforth, Würzburg 2001, S. 189–204
- Unterrichtseinstiege im Fach Musik, in: Brücken – Musikunterricht im geeinten Europa, Kongressbericht 23. Bundesschulmusikwoche Koblenz 2000, hg. von H. Bäßler, Mainz 2001, S. 76–83. (gemeinsam mit Andrea Bultmann)
- Auf dem Grat zwischen Lehrstunde und Belustigung. Der Vergleich von Kinderkonzerten zeigt vielfältige Möglichkeiten und gemeinsame Kriterien, in: neue musikzeitung 7.8/2001, S. 58
- Der Musiker und sein Publikum – neue Wege der Musikvermittlung, in: Bundesverband Deutscher Gesangspädagogen (Hg.), „Man singt nur mit dem Herzen gut...“ Gesang im Spannungsfeld zwischen Alltagskultur und Professionalität, Hamburg 2002, S. 67–85
- (mit Barbara Stiller): Das Pilotprojekt „Musikvermittlung / Konzertpädagogik“. Ein Weiterbildungsangebot für MusikerInnen und MusiklehrerInnen an der Hochschule für Musik Detmold. In: Niermann, F./Wimmer, C. (Hg.). Musiklernen – ein Leben lang, S. 99–107. Wien 2004
- Unterwegs mit Klang und Farbe. Einer Konzertreihe für Vorschulkinder mit ihren Eltern, Freunden und Verwandten, in: G. Kreutz / J.Bähr (Hg.): Anstöße – musikalische Bildung fordern und fördern. Festschrift Hans Günther Bastian zum 60. Geburtstag, Augsburg 2004, S. 215–222 ISBN 978-3-89639-438-5
- Musikalische Begegnungen beim Gang durch den Vogelpark. Concertino Piccolino: Eine Konzertreihe für Vorschulkinder der Musikhochschule Detmold, in: neue musikzeitung 5/2004
- Für die Kinder nur das Beste. Frühkindliche Bildungsprozesse im Konzert, in: DMP Heft 28, 2005, S. 7–12[7]
- „Wolfgang Amadeus Mozart hätte sich bestimmt gefreut.“ Ein Staatstheater und ein Studiengang „Musikvermittlung“ kooperieren, in: neue musikzeitung 3/2006
- Benjamin Britten, „The Young Person’s Guide to the Orchestra“ op. 34 als Hitparade, in: Diskussion Musikpädagogik Heft 35, 2007, S. 23–25[8]
- Zur Qualität von Kinderkonzerten, in: Thade Buchborn (Hg.), Konzerte für Kinder und junge Hörer. Beiträge der Tagungen in Wien und Presov „Konzerte für Kinder und junge Hörer“. Eine wichtige Facette in der musikalischen Ausbildung. Presov 2007[9]
- Ein Konzert für Vorschulkinder. Konzept und Wirkung, in: I. Malmberg / C. Wimmer (Hg.): Communicating Diversity: Musik lehren und lernen in Europa. Festschrift für Franz Niermann, Augsburg 2007, S. 215–220, ISBN 978-3-89639-582-5
- Bartók-Camp. Wiener Philharmoniker und Salzburger Festspiele vermitteln, in: neue musikzeitung 3.11.2008
- Wie aus einem kleinen Pilotprojekt ein erfolgreicher Masterstudiengang (Weiterbildung) wurde. In: Schneider, E. K./Richter, C. (Hg.). Musikvermittlung – Konzertpädagogik in Detmold, S. 75–87. Hamburg 2009
- Was lässt uns Zeit vergessen? Präsenzerfahrungen – Chancen der Musikvermittlung in Konzerten. Einführung in das Symposion. In: Diskussion Musikpädagogik Sonderheft 2009 (S2), S. 10–14
- Wie passt denn das zusammen? Die 3. Sinfonie von Johannes Brahms und die Bagatellen von György Ligeti in einem Familienkonzert. Ein Werkstattbericht, in: Martin D. Loritz u. a., Musik – Pädagogisch – Gedacht. Reflexionen, Forschungs- und Praxisfelder. Festschrift für Rudolf-Dieter Kraemer zum 65. Geburtstag, Augsburg 2011, S. 179–185
- Kunstanspruch und die Musikvermittlung in Konzerten, in: Diskussion Musikpädagogik 50 / 2011, S. 42–48 und 51/2011, S. 39–41[10]
- Schlagzeuggeflüster und Orchesterklang. Ein Familienkonzert der Musikhochschule Lübeck, in: neue musikzeitung 7–8/2011, S. 11
- (mit Hanne Muthspiel-Payer): „...und allen macht’s Vergnügen.“ Leonhard Bernstein, „Divertimento for Orchestra“ und Maurice Ravel, “Bolero” im Familienkonzert, in: Diskussion Musikpädagogik Heft 53, 2012, S. 4–11[11]
- Kann man Musikvermittlung lernen?, in: Rüdiger, W. (Hg.): Musikvermittlung – wozu? Umrisse und Perspektiven eines jungen Arbeitsfeldes, S. 37–58, Mainz 2014, ISBN 978-3-7957-8659-5
- Musikvermittlung und Ereignis. Eine autobiographische Spurensuche, in: Markus Hirsch (Hg.): Musik(unterricht) angesichts von Ereignissen. wiener reihe musikpädagogik 1, Münster 2016, S. 87–99 ISBN 978-3-8309-3530-8
- Nachruf Karl Heinrich Ehrenforth, in: ad notam. Jahrbuch der Hochschule für Musik Detmold 2017, S. 218–221
- Entwicklung eines 1998 entstandenen Studiengangs. „Musikvermittlung“ in Detmold, in: Diskussion musikpädagogik 84/2019, S. 10–19[12]
- Biographie Christoph Richter, Gedankengänge. Lesestationen im Lebenswerk Christoph Richters, veröffentlicht 2021
- Die Entwicklung des Faches “Musikvermittlung” im Spiegel von Studienordnungen, in: Handlung – Gestaltung – Bildung. Festschrift Ortwin Nimczik München 2022, ISBN 978-3-7705-7065-2.